# Christian Lacroix
Christian Marie Marc Lacroix (Arle, França, 16 maig del 1951) és un famós dissenyador de moda francès que comença la seva trajectòria professional en els 70 després de formar-se en història de l'art a París. Aquest dissenyador té un estil molt personal i particular, en part donat per les vivències de la seva infància, on va estar influït per la cultura del sud de França i l'esperit mediterrani. Aquest estil es caracteritza per la utilització de colors potents com el groc, el vermell, el verd, etc., formes noves a la roba i molts volums, creant així vestits únics. Malauradament, a partir del 2006, la seva casa d'Alta Costura començava un declivi per diversos deutes i Lacroix va haver de declarar-se en fallida, cosa que el va obligar a tancar l'empresa i dedicar-se a col·laboracions amb altres artistes i altres projectes a teatres o hotels.

## Biografia
Va ser criat en el si d'una família d'enginyers i des del seu infantesa va estar influït per la tauromàquia, els festivals d'òpera, les ruïnes gal·loromanes, les tradicions provençals i la presència dels gitanos. La seva aspiració era esdevenir conservador d'art en un museu.
Va començar els seus estudis d'història de l'art a la universitat de Montpeller, després va ingressar a la Sorbona de Paris i finalment a l'Ecole du Louvre. Després de graduar-s'hi als 70, amb l'ajut de Jean-Jacques Picart entrà a treballar per a Hermès com a dissenyador d'accessoris; a més, treballà com a dissenyador de calçat independent i com a assistent de disseny de Guy Paulin.
Però no fou fins al 1981 que ingressà a la casa Jean Patou i tingué contacte, per primera vegada, amb l'Alta Costura. És aquí on, temporada rere temporada aportà luxe, elegància i perfecció a la signatura. A partir d'aquí, la seva popularitat i reconeixement, va anar augmentant i se li van anar atorgant premis. El 1986 va rebre el seu primer "Dé D'or" ("Didal d'or"), atorgat per les autoritats de la costura parisenca. A l'any següent guanyava el premi al Dissenyador estranger Més Influent, de la mà de CFDA a Nova York.

## La casa d'Alta Costura

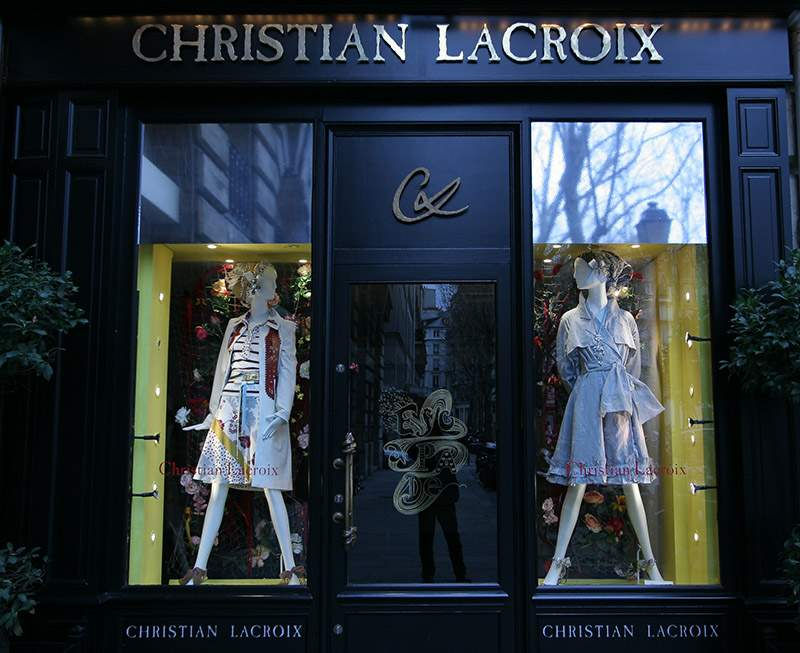
Boutique Christian Lacroix

El 1987 deixà Patou i, seguint el seu somni d'infantesa, creà la seva pròpia casa de costura a París. La va fundar amb Bernard Arnault, president de la financera Ajupi, importantíssim grup d'empreses propietària de la firma Dior. Hi va introduir l'extravagància i la sumptuositat barroca, que va esdevenir un segell distintiu dels anys vuitanta. Aquesta botiga era una rèplica exacta de la botiga de Dior de l'Avinguda Montaigne quan va morir el 1957. Això va ser molt comentat, ja que com deien, "ningú des de YSL obria casa d'alta costura a París", i "en 20 anys no s'havia vist res com això", després de presentar la seva primera col·lecció.

## Col·leccions

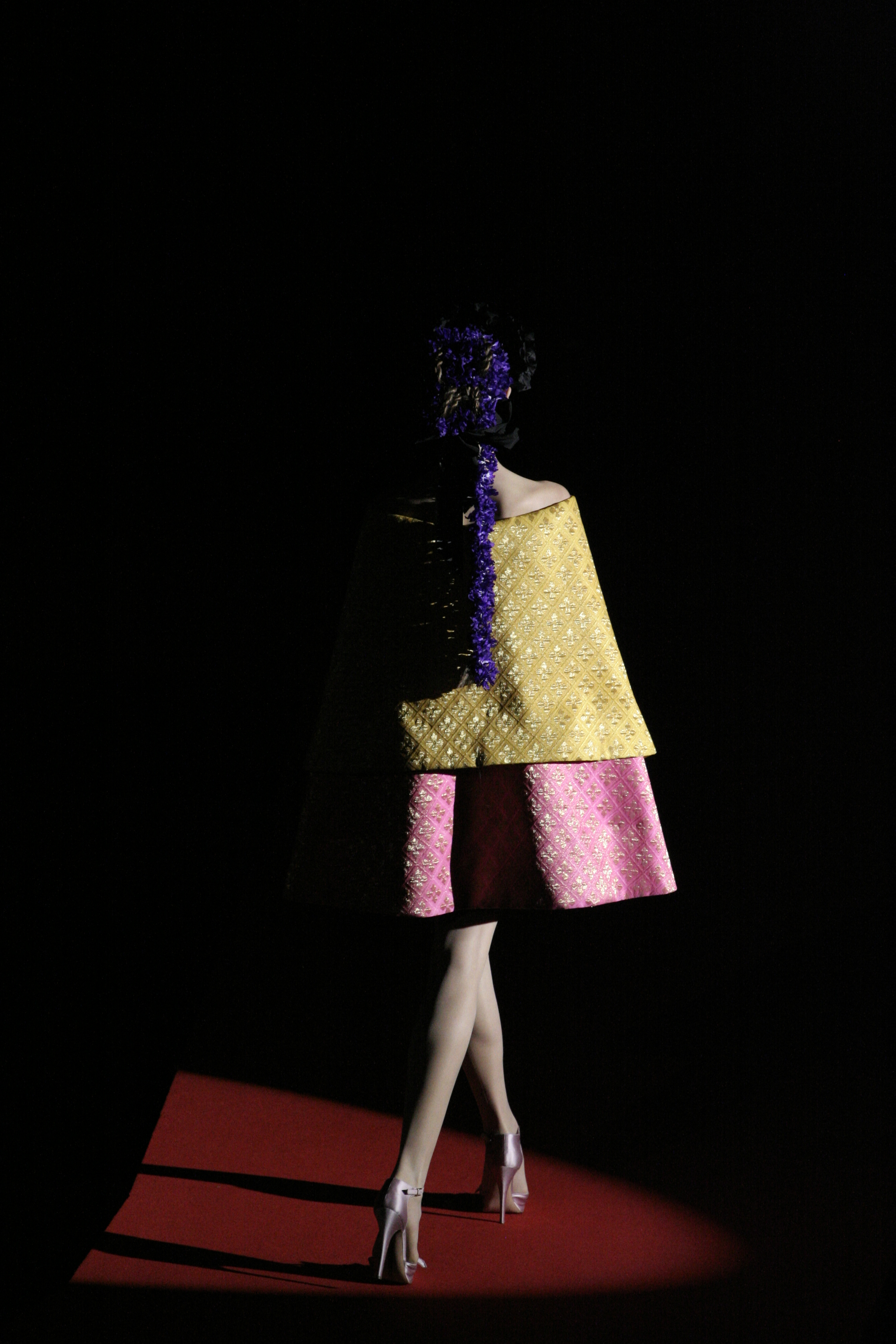
Robe lacroix arles 2008

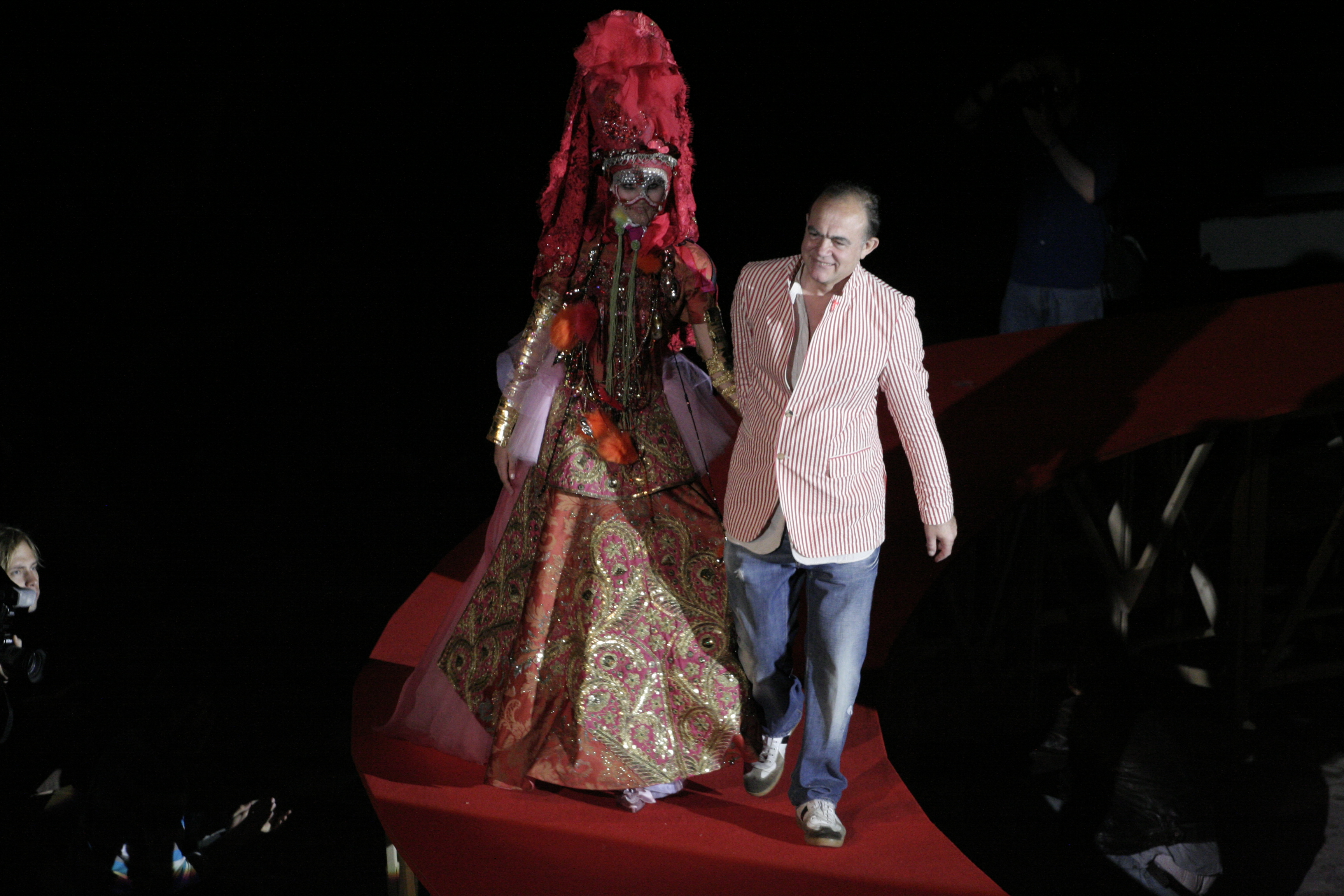
Lacroix rip juillet08

En la seva primera col·lecció, va introduir un to provençal amb grocs intensos, vermells i blaus. Va utilitzar tota mena de materials, com ras, vellut, pell, etc. Va introduir patrons geomètrics inusuals, escots en v, xalets i siluetes amb corbes. Va ser en aquesta col·lecció on va introduir la seva famosa faldilla bouffant, una faldilla globus que aviat es convertiria en una icona del seu llegat. Alhora escrivia un article on es reflectia el canvi de la moda de nit. Gràcies al treball d'aquest dissenyador; la gent amb diners buscava la forma de mostrar-se, i per això, van trobar els vestits de Lacroix; "L'efecte és el d'una festa de disfresses on tothom s'ho passa bé" Bernadine Morris, crític de moda del New York Times. Lófficiel de la mode en el seu núm. 743 també fa esment d'aquest brillant dissenyador.
Debutà aquell any amb la seva col·lecció prêt-à-porter per a l'hivern del 1988, inspirada en diverses cultures. Per això la premsa li feu magnífiques crítiques; lloant el seu coneixement sobre el teatre i la història, i la seva gran educació. Per això, seleccionaren Lacroix per a dissenyar vestits per a Gaîté Parisienne. Aquest no va ser l'únic espectacle per al qual dissenyà vestits; al llarg de la seva carrera dissenyà el vestuari d'òperes, musicals, ballets, etc.

Debutà també amb una línia d'accessoris, sabates que allargaven la cama, sovint amb encaix, molt d'acolorit i habitualment amb taló alt. Les bosses són també acolorits amb corretges decorades que giren al voltant de la figura. A principis de la dècada dels 90, llançava al mercat el seu primer perfum: "C'est La Vie". Un ram de roses blanques on introduí la vainilla, la tarongina, el gessamí o el nard. L'ampolla era un cor (el cos) amb artèries com a tap. A partir del llançament del perfum, la marca s'expandí i obrí un mercat d'accessoris, ulleres, cinturons, calçat, barrets, etc. El 1994 creava la línia Basar, una línia basada més que qualsevol altra, en el folklore i èpoques antigues. A l'any següent, va treure la col·lecció "CL" de roba de llit, cortines i tovalloles per a la llar amb el mateix esperit, ja que, com ell deia, "la moda i l'estil de vida són dues cares de la mateixa moneda".
Successivament durant els següents anys presentà col·leccions diverses. El 1996 creava una línia de "jeans" en els quals introduïa el característic del seu estil: la individualitat. Hi combina el passat, el present i el futur amb les cultures ètniques d'arreu del món, partint del denim. El 1997 s'associà amb una marca d'articles fins per taula, Christofle, i crearen una col·lecció anomenada Art de la Table. Aquest mateix any, va signar un acord de llicència amb Pronuptia per a la fabricació i la distribució de la seva línia de Christian Lacroix Mariée, on va crear una línia de vestits de núvia molt característics del seu estil provençal, amb tocs vermells i negres i, sobretot, teles d'excepcional qualitat. El 1998 continuava la seva línia per a la llar i creava un set de vaixella i de serveis en el qual va prendre com a inspiració el clavell i detalls de dibuixos àrabs. L'any 2000 va acabar una gamma de nous accessoris que incloïa joieria semipreciosa, a més del seu segon perfum "Eau Florale". A aquesta fragància el seguiren "Basar", "Basar pour homme", "Tumulte", "Christian Lacroix Rouge" i "Christian Lacroix Noire", "C'est la Fête" i "C'est la Vie".
La seva carrera patí un canvi important quan LVHM adquirí el 67% de la companyia d'Emilio Pucci i en nomenà Lacroix Director Creatiu. A la col·lecció de primavera/estiu 2003 el modista francès hi debutava afirmant sempre haver sentit mediterrani, llatí, més que francès. Mientras trabajaba de diseñador para Pucci, siguió diseñando con su nombre. Fue el diseñador del nuevo uniforme del personal y de la tripulación de la compañía Air France en 2004. Mentre treballava de dissenyador per a Pucci, va continuar dissenyant amb el seu nom. Va ser el dissenyador del nou uniforme del personal i la tripulació de la companyia Air France el 2004. El mateix any, la firma llançà una línia de llenceria femenina, així com una línia de roba d'home. També col·laborà en la col·lecció de vestits de núvies de Rosa Clará, creant una barreja de tradició i modernitat, de disseny i detalls molt treballats. Després de presentar a la Setmana de la Moda de Milà la col·lecció primavera-estiu 2006 Lacroix afirmà que deixa Pucci i passà a dedicar-se exclusivament a la seva firma, ja que afirmava que la marca li robava molt de temps.

## Estil
Lacroix va crear un estil sumptuós i desmesurat, i va carregar de fantasia les passarel·les amb creacions que van ser comparades amb les de la cort del segle xviii. Hi va introduir mànigues bombades, faldilles pouf, drapejats i brodats recarregats, tot en colors estridents, amb ratlles i flors, sobre velluts, sedes, gases i encaixos. Lacroix, per la moda, la bellesa i l'elegància. Sobretot treballava per vestir la dona amb dissenys personals. Sempre va tenir tendència cap al glamour i cap a un estil llançat, encara que no obvi. Sempre trobava un equilibri entre la tradició i la tecnologia, així com una barreja de cultures.

### Fi de la casa d'Alta Costura
El modista francès estava passant per una gran crisi econòmica i de la qual necessitava diversos milions per poder sortir. Va decidir fer una última col·lecció realitzada a crèdit, gràcies a algunes de les seves amistats. Amb aquesta col·lecció pretenia atraure nous inversors que li permetessin evitar el tancament. Va ser una col·lecció 100% Lacroix, de volums, de puntes, en el seu millor exuberància xic. I el vestit de núvia va ser un impressionant vestit inspirat en la iconografia religiosa. Però tot això no va ser suficient per a afrontar els problemes econòmics de la seva firma. Christian Lacroix es va veure en l'obligació de tancar els seus tallers, declarar-se en fallida i vendre els seus magatzems al voltant del món, ja que per la falta de capital, l'empresa no estava en condicions de tenir els seus punts de venda.
Des de llavors participà en una gran varietat de projectes, des del disseny d'exposicions, hotels i vestits teatrals, a la creació de col·leccions càpsula per a altres botigues, incloent-hi la marca espanyola Desigual, per a la qual dissenyà diverses col·leccions. El 2013 va treure una col·lecció per a la firma Schiaparelli en honor de la seva creadora, Elsa Schiaparelli. A la col·lecció mostrava 18 peces per a la tardor-hivern 2013-2014, que eren reinterpretacions de les creacions més famoses de la dissenyadora italiana. El 2013 l'Òpera de París i Christian Lacroix crearen una col·lecció de moda. El modista francès Christian Lacroix, l'Òpera Nacional de París i la signatura Petit Bateau van preparar una col·lecció de prêt-à-porter i moda infantil, que van comercialitzar a finals d'any. Finalment, preparà el vestuari de la coreografia "Li Palais de Cristall ". Tot això significava cada vegada més el retorn de Christian Lacroix al món de la moda.